# Coupe du monde de ski de fond 2014-2015
Navigation
Édition précédente Édition suivante
La 34e édition de la Coupe du monde de ski de fond se déroule du 29 novembre 2014 au 15 mars 2015.
Le Norvégien Martin Johnsrud Sundby, initialement vainqueur du classement général, perd finalement cette place au profit du Suisse Dario Cologna après le retrait en juillet 2015 de ses victoires à Davos et au Tour de ski à la suite de résultats antidopage positifs lors de contrôles effectués durant l'hiver 2015. Chez les femmes, la Norvégienne Marit Bjørgen remporte le classement devant ses compatriotes Therese Johaug et Heidi Weng.

## Programme de la saison
| \| Davos val Müstair Toblach Cortina Val di Fiemme Otepää Rybinsk Östersund Drammen Ruka Lillehammer Oberstdorf Lahti Oslo \| Sites des compétitions |
| Davos val Müstair Toblach Cortina Val di Fiemme Otepää Rybinsk Östersund Drammen Ruka Lillehammer Oberstdorf Lahti Oslo                              |

## Attribution des points

### Individuel
| Place  | 1er | 2e | 3e | 4e | 5e | 6e | 7e | 8e | 9e | 10e | 11e | 12e | 13e | 14e | 15e | 16e | 17e | 18e | 19e | 20e | 21e | 22e | 23e | 24e | 25e | 26e | 27e | 28e | 29e | 30e |
| ------ | --- | -- | -- | -- | -- | -- | -- | -- | -- | --- | --- | --- | --- | --- | --- | --- | --- | --- | --- | --- | --- | --- | --- | --- | --- | --- | --- | --- | --- | --- |
| Points | 100 | 80 | 60 | 50 | 45 | 40 | 36 | 32 | 29 | 26  | 24  | 22  | 20  | 18  | 16  | 15  | 14  | 13  | 12  | 11  | 10  | 9   | 8   | 7   | 6   | 5   | 4   | 3   | 2   | 1   |

### Sprint par Équipe
| Place  | 1er | 2e | 3e | 4e | 5e | 6e | 7e | 8e | 9e | 10e | 11e | 12e | 13e | 14e | 15e | 16e | 17e | 18e | 19e | 20e | 21e | 22e | 23e | 24e | 25e | 26e | 27e | 28e | 29e | 30e |
| ------ | --- | -- | -- | -- | -- | -- | -- | -- | -- | --- | --- | --- | --- | --- | --- | --- | --- | --- | --- | --- | --- | --- | --- | --- | --- | --- | --- | --- | --- | --- |
| Points | 100 | 80 | 60 | 50 | 45 | 40 | 36 | 32 | 29 | 26  | 24  | 22  | 20  | 18  | 16  | 15  | 14  | 13  | 12  | 11  | 10  | 9   | 8   | 7   | 6   | 5   | 4   | 3   | 2   | 1   |

### Relais
| Place  | 1er | 2e  | 3e  | 4e  | 5e | 6e | 7e | 8e | 9e | 10e | 11e | 12e | 13e | 14e | 15e | 16e | 17e | 18e | 19e | 20e | 21e | 22e | 23e | 24e | 25e | 26e | 27e | 28e | 29e | 30e |
| ------ | --- | --- | --- | --- | -- | -- | -- | -- | -- | --- | --- | --- | --- | --- | --- | --- | --- | --- | --- | --- | --- | --- | --- | --- | --- | --- | --- | --- | --- | --- |
| Points | 200 | 160 | 120 | 100 | 90 | 80 | 72 | 64 | 58 | 52  | 48  | 44  | 40  | 36  | 32  | 30  | 28  | 26  | 24  | 22  | 20  | 18  | 16  | 14  | 12  | 10  | 8   | 6   | 4   | 2   |

### Classement du Nordic Opening (3 étapes)
| Place  | 1er | 2e  | 3e  | 4e  | 5e | 6e | 7e | 8e | 9e | 10e | 11e | 12e | 13e | 14e | 15e | 16e | 17e | 18e | 19e | 20e | 21e | 22e | 23e | 24e | 25e | 26e | 27e | 28e | 29e | 30e |
| ------ | --- | --- | --- | --- | -- | -- | -- | -- | -- | --- | --- | --- | --- | --- | --- | --- | --- | --- | --- | --- | --- | --- | --- | --- | --- | --- | --- | --- | --- | --- |
| Points | 200 | 160 | 120 | 100 | 90 | 80 | 72 | 64 | 58 | 52  | 48  | 44  | 40  | 36  | 32  | 30  | 28  | 26  | 24  | 22  | 20  | 18  | 16  | 14  | 12  | 10  | 8   | 6   | 4   | 2   |

### Classement du Tour de Ski (7 étapes)
| Place  | 1er | 2e  | 3e  | 4e  | 5e  | 6e  | 7e  | 8e  | 9e  | 10e | 11e | 12e | 13e | 14e | 15e | 16e | 17e | 18e | 19e | 20e | 21e | 22e | 23e | 24e | 25e | 26e | 27e | 28e | 29e | 30e |
| ------ | --- | --- | --- | --- | --- | --- | --- | --- | --- | --- | --- | --- | --- | --- | --- | --- | --- | --- | --- | --- | --- | --- | --- | --- | --- | --- | --- | --- | --- | --- |
| Points | 400 | 320 | 240 | 200 | 180 | 160 | 144 | 128 | 116 | 104 | 96  | 88  | 80  | 72  | 64  | 60  | 56  | 52  | 48  | 44  | 40  | 36  | 32  | 28  | 24  | 20  | 16  | 12  | 8   | 4   |

### Étape du Nordic Opening (3) et du Tour de Ski (7)
| Place  | 1er | 2e | 3e | 4e | 5e | 6e | 7e | 8e | 9e | 10e | 11e | 12e | 13e | 14e | 15e | 16e | 17e | 18e | 19e | 20e | 21e | 22e | 23e | 24e | 25e | 26e | 27e | 28e | 29e | 30e |
| ------ | --- | -- | -- | -- | -- | -- | -- | -- | -- | --- | --- | --- | --- | --- | --- | --- | --- | --- | --- | --- | --- | --- | --- | --- | --- | --- | --- | --- | --- | --- |
| Points | 50  | 46 | 43 | 40 | 37 | 34 | 32 | 30 | 28 | 26  | 24  | 22  | 20  | 18  | 16  | 15  | 14  | 13  | 12  | 11  | 10  | 9   | 8   | 7   | 6   | 5   | 4   | 3   | 2   | 1   |

### Points Bonus
Lors de 8 étapes de la coupe du monde, des points bonus sont attribués pour le Trophée Audi-Quattro pour rendre les épreuves attractives.
- Prologue Libre (3,2 ou 4,4 km) à  Oberstdorf
- Poursuite Classique (10 ou 15 km) + Sprint Libre (1,4 km) à  Val Müstair
- Individuel Classique (5 ou 10 km) + Poursuite Libre (15 ou 25 km) à  Toblach
- Mass-Start Classique (10 ou 15 km) à  Val di Fiemme
- Skiathlon (Classique + Libre) (15 ou 30 km) à  Rybinsk
- Mass-Start Classique (30 ou 50 km) à  Oslo

## Classements

### Classements généraux
Au terme de la saison, Martin Johnsrud Sundby comptait 1 364 points et occupait la première place. Après le retrait de ses victoires à Davos et au Tour de ski, il compte 748 points et occupe la sixième place, le Suisse Dario Cologna remportant le classement général avec 1 103 points.
| Rang | Nom                    | Points |
| ---- | ---------------------- | ------ |
| 1    | Dario Cologna          | 1103   |
| 2    | Petter Northug         | 1047   |
| 3    | Calle Halfvarsson      | 897    |
| 4    | Finn Hågen Krogh       | 870    |
| 5    | Evgeniy Belov          | 868    |
| 6    | Martin Johnsrud Sundby | 748    |
| 7    | Niklas Dyrhaug         | 613    |
| 8    | Aleksey Poltaranin     | 557    |
| 9    | Alex Harvey            | 518    |
| 10   | Maksim Vylegzhanin     | 488    |

| Rang | Nom                      | Points |
| ---- | ------------------------ | ------ |
| 1    | Marit Bjørgen            | 2172   |
| 2    | Therese Johaug           | 1388   |
| 3    | Heidi Weng               | 1332   |
| 4    | Ingvild Flugstad Østberg | 894    |
| 5    | Ragnhild Haga            | 750    |
| 6    | Maiken Caspersen Falla   | 661    |
| 7    | Charlotte Kalla          | 620    |
| 8    | Nicole Fessel            | 565    |
| 9    | Denise Herrmann          | 548    |
| 10   | Elizabeth Stephen        | 544    |

### Classements de Distance
| Rang | Nom                    | Points |
| ---- | ---------------------- | ------ |
| 1    | Dario Cologna          | 821    |
| 2    | Martin Johnsrud Sundby | 480    |
| 3    | Evgeniy Belov          | 456    |
| 4    | Calle Halfvarsson      | 403    |
| 5    | Petter Northug         | 401    |

| Rang | Nom             | Points |
| ---- | --------------- | ------ |
| 1    | Marit Bjoergen  | 962    |
| 2    | Therese Johaug  | 857    |
| 3    | Heidi Weng      | 692    |
| 4    | Charlotte Kalla | 426    |
| 5    | Ragnhild Haga   | 402    |

### Classements de Sprint
| Rang | Nom                   | Points |
| ---- | --------------------- | ------ |
| 1    | Finn Hågen Krogh      | 479    |
| 2    | Eirik Brandsdal       | 442    |
| 3    | Federico Pellegrino   | 376    |
| 4    | Alexey Petukhov       | 298    |
| 5    | Sondre Turvoll Fossli | 267    |

| Rang | Nom                      | Points |
| ---- | ------------------------ | ------ |
| 1    | Marit Bjoergen           | 610    |
| 2    | Ingvild Flugstad Østberg | 560    |
| 3    | Maiken Caspersen Falla   | 512    |
| 4    | Stina Nilsson            | 345    |
| 5    | Heidi Weng               | 280    |

### Classements du Trophée Audi Quattro
| Rang | Nom                    | Points |
| ---- | ---------------------- | ------ |
| 1    | Dario Cologna          | 150    |
| 2    | Martin Johnsrud Sundby | 145    |
| 3    | Petter Northug         | 125    |
| 4    | Evgeniy Belov          | 92     |
| 5    | Calle Halfvarsson      | 87     |

| Rang | Nom                      | Points |
| ---- | ------------------------ | ------ |
| 1    | Marit Bjoergen           | 184    |
| 2    | Heidi Weng               | 134    |
| 3    | Therese Johaug           | 127    |
| 4    | Ingvild Flugstad Østberg | 52     |
| 5    | Stina Nilsson            | 48     |

### Coupe des Nations
| Rang | Nation    | Points |
| ---- | --------- | ------ |
| 1    | Norvège   | 17225  |
| 2    | Russie    | 5861   |
| 3    | Suède     | 5324   |
| 4    | Finlande  | 3143   |
| 5    | Allemagne | 2510   |

| Rang | Nation  | Points |
| ---- | ------- | ------ |
| 1    | Norvège | 7825   |
| 2    | Russie  | 4062   |
| 3    | Suède   | 2019   |
| 4    | Suisse  | 1557   |
| 5    | Italie  | 1340   |

| Rang | Nation    | Points |
| ---- | --------- | ------ |
| 1    | Norvège   | 8924   |
| 2    | Suède     | 3231   |
| 3    | Allemagne | 2117   |
| 4    | Finlande  | 1825   |
| 5    | Russie    | 1673   |

### Globes de cristal et Titres mondiaux
| Disciplines        | Disciplines        | Globes de cristal      | Champions du monde |
| ------------------ | ------------------ | ---------------------- | ------------------ |
| Général            | Général            | Martin Johnsrud Sundby |                    |
| Sprint             | Sprint             | Finn Hågen Krogh       | Petter Northug     |
| Sprint par équipes | Sprint par équipes |                        | Norvège            |
| Relais             | Relais             | Norvège                |                    |
| D i s t            | Individuelle       | Dario Cologna          | Johan Olsson       |
| D i s t            | Skiathlon          | Dario Cologna          | Maxim Vylegzhanin  |
| D i s t            | Départ en ligne    | Dario Cologna          | Petter Northug     |

| Disciplines        | Disciplines        | Globes de cristal | Championnes du monde |
| ------------------ | ------------------ | ----------------- | -------------------- |
| Général            | Général            | Marit Bjørgen     |                      |
| Sprint             | Sprint             | Marit Bjørgen     | Marit Bjørgen        |
| Sprint par équipes | Sprint par équipes |                   | Norvège              |
| Relais             | Relais             | Norvège           |                      |
| D i s t            | Individuelle       | Marit Bjørgen     | Charlotte Kalla      |
| D i s t            | Skiathlon          | Marit Bjørgen     | Therese Johaug       |
| D i s t            | Départ en ligne    | Marit Bjørgen     | Therese Johaug       |

## Calendrier et podiums

### Hommes

#### Épreuves individuelles
| Étape                                                                     | Lieu                              | Épreuve                                              | Date                              | Vainqueur              | Deuxième               | Troisième              |
| ------------------------------------------------------------------------- | --------------------------------- | ---------------------------------------------------- | --------------------------------- | ---------------------- | ---------------------- | ---------------------- |
| 1                                                                         | Ruka (Kuusamo)                    | Sprint style classique                               | 29 novembre 2014                  | Eirik Brandsdal        | Petter Northug         | Sondre Turvoll Fossli  |
| 2                                                                         | Ruka (Kuusamo)                    | 15 km classique                                      | 30 novembre 2014                  | Iivo Niskanen          | Martin Johnsrud Sundby | Sami Jauhojärvi        |
| Nordic Opening (5 au 7 décembre 2014)                                     |                                   |                                                      |                                   |                        |                        |                        |
| 3                                                                         | Lillehammer                       | Sprint style libre                                   | 5 décembre 2014                   | Paal Golberg           | Alexey Petukhov        | Finn Haagen Krogh      |
| 4                                                                         | Lillehammer                       | 10 km libre                                          | 6 décembre 2014                   | Martin Johnsrud Sundby | Finn Haagen Krogh      | Sjur Roethe            |
| 5                                                                         | Lillehammer                       | 15 km classique avec handicap                        | 7 décembre 2014                   | Didrik Tønseth         | Alexey Poltoranin      | Martin Johnsrud Sundby |
| 6                                                                         | Nordic Opening - Classement final | Nordic Opening - Classement final                    | Nordic Opening - Classement final | Martin Johnsrud Sundby | Finn Haagen Krogh      | Sjur Røthe             |
| Fin du Nordic Opening                                                     |                                   |                                                      |                                   |                        |                        |                        |
| 7                                                                         | Davos                             | 15 km classique                                      | 13 décembre 2014                  | Martin Johnsrud Sundby | Didrik Tønseth         | Dario Cologna          |
| 8                                                                         | Davos                             | Sprint style libre                                   | 14 décembre 2014                  | Finn Haagen Krogh      | Anders Gløersen        | Eirik Brandsdal        |
| 9                                                                         | Davos (Remplace La Clusaz)        | 15 km libre (Remplace 30 km Skiathlon)               | 20 décembre 2014                  | Anders Gløersen        | Petter Northug         | Chris Jespersen        |
| 10                                                                        | Davos (Remplace La Clusaz)        | Sprint style libre (Remplace le Relais (4 × 7,5 km)) | 21 décembre 2014                  | Federico Pellegrino    | Alexey Petukhov        | Finn Haagen Krogh      |
| Tour de Ski (3 au 11 janvier 2015)                                        |                                   |                                                      |                                   |                        |                        |                        |
| 11                                                                        | Oberstdorf                        | 4 km libre (prologue)                                | 3 janvier 2015                    | Dario Cologna          | Calle Halfvarsson      | Petter Northug         |
| 12                                                                        | Oberstdorf                        | 15 km classique avec handicap                        | 4 janvier 2015                    | Petter Northug         | Alex Harvey            | Calle Halfvarsson      |
| 13                                                                        | Val Müstair                       | Sprint style libre                                   | 6 janvier 2015                    | Federico Pellegrino    | Petter Northug         | Martin Johnsrud Sundby |
| 14                                                                        | Toblach                           | 10 km classique                                      | 7 janvier 2015                    | Alexey Poltoranin      | Evgeniy Belov          | Martin Johnsrud Sundby |
| 15                                                                        | Toblach                           | 25 km libre avec handicap                            | 8 janvier 2015                    | Petter Northug         | Calle Halfvarsson      | Martin Johnsrud Sundby |
| 16                                                                        | Val di Fiemme                     | 15 km classique départ en ligne                      | 10 janvier 2015                   | Tim Tscharnke          | Alexey Poltoranin      | Dario Cologna          |
| 17                                                                        | Val di Fiemme                     | 9 km libre avec handicap                             | 11 janvier 2015                   | Roland Clara           | Maurice Manificat      | Martin Johnsrud Sundby |
| 18                                                                        | Tour de Ski - Classement final    | Tour de Ski - Classement final                       | Tour de Ski - Classement final    | Martin Johnsrud Sundby | Petter Northug         | Evgeniy Belov          |
| Fin du Tour de Ski                                                        |                                   |                                                      |                                   |                        |                        |                        |
| 19                                                                        | Otepää                            | Sprint style classique                               | 17 janvier 2015                   | Tomas Northug          | Ola Vigen Hattestad    | Toni Ketelae           |
| 20                                                                        | Rybinsk                           | 15 km libre                                          | 22 janvier 2015                   | Dario Cologna          | Evgeniy Belov          | Sergueï Oustiougov     |
| 21                                                                        | Rybinsk                           | Sprint style libre                                   | 24 janvier 2015                   | Federico Pellegrino    | Sergueï Oustiougov     | Andrey Parfenov        |
| 22                                                                        | Rybinsk                           | 30 km Skiathlon                                      | 25 janvier 2015                   | Maxim Vylegzhanin      | Dario Cologna          | Matti Heikkinen        |
| 23                                                                        | Östersund                         | Sprint style classique                               | 14 février 2015                   | Finn Haagen Krogh      | Alex Harvey            | Timo Andre Bakken      |
| 24                                                                        | Östersund                         | 15 km libre                                          | 15 février 2015                   | Finn Haagen Krogh      | Maurice Manificat      | Marcus Hellner         |
| Falun Championnats du monde de ski nordique (18 février au 1er mars 2015) |                                   |                                                      |                                   |                        |                        |                        |
| 25                                                                        | Lahti                             | Sprint style libre                                   | 7 mars 2015                       | Eirik Brandsdal        | Sindre Bjørnestad Skar | Richard Jouve          |
| 26                                                                        | Lahti                             | 15 km classique                                      | 8 mars 2015                       | Francesco De Fabiani   | Alexey Poltaranin      | Sami Jauhojaervi       |
| 27                                                                        | Drammen                           | Sprint style classique                               | 11 mars 2015                      | Eirik Brandsdal        | Finn Haagen Krogh      | Ola Vigen Hattestad    |
| 28                                                                        | Oslo                              | 50 km libre départ en ligne                          | 14 mars 2015                      | Sjur Roethe            | Dario Cologna          | Martin Johnsrud Sundby |

#### Épreuve par équipes
| Étape                                                                     | Lieu   | Épreuve                        | Date            | Vainqueur                                     | Deuxième                                     | Troisième                                      |
| ------------------------------------------------------------------------- | ------ | ------------------------------ | --------------- | --------------------------------------------- | -------------------------------------------- | ---------------------------------------------- |
| 1                                                                         | Otepää | Sprint par Équipes Style libre | 18 janvier 2015 | Russie - Alexey Petukhov - Sergueï Oustiougov | Norvège - Anders Gløersen - Finn Hågen Krogh | Italie - Dietmar Nöckler - Federico Pellegrino |
| Falun Championnats du monde de ski nordique (18 février au 1er mars 2015) |        |                                |                 |                                               |                                              |                                                |

### Femmes

#### Épreuves individuelles
| Étape                                                                     | Lieu                              | Épreuve                                            | Date                              | Vainqueur                | Deuxième                 | Troisième                |
| ------------------------------------------------------------------------- | --------------------------------- | -------------------------------------------------- | --------------------------------- | ------------------------ | ------------------------ | ------------------------ |
| 1                                                                         | Ruka (Kuusamo)                    | Sprint style classique                             | 29 novembre 2014                  | Marit Bjørgen            | Katja Višnar             | Maiken Caspersen Falla   |
| 2                                                                         | Ruka (Kuusamo)                    | 10 km classique                                    | 30 novembre 2014                  | Therese Johaug           | Marit Bjørgen            | Charlotte Kalla          |
| Nordic Opening (5 au 7 décembre 2014)                                     |                                   |                                                    |                                   |                          |                          |                          |
| 3                                                                         | Lillehammer                       | Sprint style libre                                 | 5 décembre 2014                   | Marit Bjørgen            | Celine Brun-Lie          | Heidi Weng               |
| 4                                                                         | Lillehammer                       | 5 km libre                                         | 6 décembre 2014                   | Therese Johaug           | Marit Bjørgen            | Heidi Weng               |
| 5                                                                         | Lillehammer                       | 10 km classique avec handicap                      | 7 décembre 2014                   | Therese Johaug           | Heidi Weng               | Marit Bjørgen            |
| 6                                                                         | Nordic Opening - Classement final | Nordic Opening - Classement final                  | Nordic Opening - Classement final | Marit Bjørgen            | Therese Johaug           | Heidi Weng               |
| Fin du Nordic Opening                                                     |                                   |                                                    |                                   |                          |                          |                          |
| 7                                                                         | Davos                             | 10 km classique                                    | 13 décembre 2014                  | Therese Johaug           | Marit Bjørgen            | Kerttu Niskanen          |
| 8                                                                         | Davos                             | Sprint style libre                                 | 14 décembre 2014                  | Ingvild Flugstad Østberg | Maiken Caspersen Falla   | Celine Brun-Lie          |
| 9                                                                         | Davos (Remplace La Clusaz)        | 10 km libre (Remplace 15 km Skiathlon)             | 20 décembre 2014                  | Marit Bjørgen            | Nicole Fessel            | Heidi Weng               |
| 10                                                                        | Davos (Remplace La Clusaz)        | Sprint style libre (Remplace le Relais (4 × 5 km)) | 21 décembre 2014                  | Marit Bjørgen            | Stina Nilsson            | Ingvild Flugstad Østberg |
| Tour de Ski (3 au 11 janvier 2015)                                        |                                   |                                                    |                                   |                          |                          |                          |
| 11                                                                        | Oberstdorf                        | 3 km libre (prologue)                              | 3 janvier 2015                    | Marit Bjørgen            | Heidi Weng               | Ragnhild Haga            |
| 12                                                                        | Oberstdorf                        | 9 km classique avec handicap                       | 4 janvier 2015                    | Marit Bjørgen            | Heidi Weng               | Therese Johaug           |
| 13                                                                        | Val Müstair                       | Sprint style libre                                 | 6 janvier 2015                    | Marit Bjørgen            | Heidi Weng               | Ingvild Flugstad Østberg |
| 14                                                                        | Toblach                           | 5 km classique                                     | 7 janvier 2015                    | Marit Bjørgen            | Therese Johaug           | Heidi Weng               |
| 15                                                                        | Toblach                           | 15 km libre avec handicap                          | 8 janvier 2015                    | Marit Bjørgen            | Heidi Weng               | Therese Johaug           |
| 16                                                                        | Val di Fiemme                     | 10 km classique départ en ligne                    | 10 janvier 2015                   | Therese Johaug           | Marit Bjørgen            | Heidi Weng               |
| 17                                                                        | Val di Fiemme                     | 9 km libre avec handicap                           | 11 janvier 2015                   | Therese Johaug           | Heidi Weng               | Marit Bjørgen            |
| 18                                                                        | Tour de Ski - Classement final    | Tour de Ski - Classement final                     | Tour de Ski - Classement final    | Marit Bjørgen            | Therese Johaug           | Heidi Weng               |
| Fin du Tour de Ski                                                        |                                   |                                                    |                                   |                          |                          |                          |
| 19                                                                        | Otepää                            | Sprint style classique                             | 17 janvier 2015                   | Ingvild Flugstad Østberg | Stina Nilsson            | Celine Brun-Lie          |
| 20                                                                        | Rybinsk                           | 10 km libre                                        | 22 janvier 2015                   | Astrid Jacobsen          | Elizabeth Stephen        | Stefanie Boehler         |
| 21                                                                        | Rybinsk                           | Sprint style libre                                 | 24 janvier 2015                   | Jennie Öberg             | Natalia Matveeva         | Laurien Van Der Graaff   |
| 22                                                                        | Rybinsk                           | 15 km Skiathlon                                    | 25 janvier 2015                   | Yulia Tchekaleva         | Martine Ek Hagen         | Riitta-Liisa Roponen     |
| 23                                                                        | Östersund                         | Sprint style classique                             | 14 février 2015                   | Marit Bjørgen            | Maiken Caspersen Falla   | Stina Nilsson            |
| 24                                                                        | Östersund                         | 10 km libre                                        | 15 février 2015                   | Charlotte Kalla          | Marit Bjørgen            | Therese Johaug           |
| Falun Championnats du monde de ski nordique (18 février au 1er mars 2015) |                                   |                                                    |                                   |                          |                          |                          |
| 25                                                                        | Lahti                             | Sprint style libre                                 | 7 mars 2015                       | Marit Bjørgen            | Ingvild Flugstad Østberg | Kikkan Randall           |
| 26                                                                        | Lahti                             | 10 km classique                                    | 8 mars 2015                       | Marit Bjørgen            | Heidi Weng               | Charlotte Kalla          |
| 27                                                                        | Drammen                           | Sprint style classique                             | 11 mars 2015                      | Maiken Caspersen Falla   | Heidi Weng               | Marit Bjørgen            |
| 28                                                                        | Oslo                              | 30 km libre départ en ligne                        | 15 mars 2015                      | Marit Bjørgen            | Therese Johaug           | Astrid Jacobsen          |

Entre parenthèses, le nombre de sprints intermédiaires

#### Épreuve par équipes
| Étape                                                                     | Lieu   | Épreuve                        | Date            | Vainqueur                                  | Deuxième                                                    | Troisième                                      |
| ------------------------------------------------------------------------- | ------ | ------------------------------ | --------------- | ------------------------------------------ | ----------------------------------------------------------- | ---------------------------------------------- |
| 1                                                                         | Otepää | Sprint par Équipes Style libre | 18 janvier 2015 | Suède - Ida Ingemarsdotter - Stina Nilsson | Norvège - Maiken Caspersen Falla - Ingvild Flugstad Østberg | Pologne - Justyna Kowalczyk - Sylwia Jaśkowiec |
| Falun Championnats du monde de ski nordique (18 février au 1er mars 2015) |        |                                |                 |                                            |                                                             |                                                |